# Принц Данијел, војвода од Вестерготланда
Принц Данијел, војвода од Вестерготланда (швед. Prins Daniel), рођен као Олоф Данијел Вестлинг (швед. Olof Daniel Westling), супруг је шведске престолонаследнице Викторије.
Рођен је 18. септембра 1973, у Еребру. Син је Ола и Еве Вестлинг (рођ. Вестринг). Принцезу Викторију је упознао 2002, а оженио 19. јуна 2010. Пре брака је Вестлинг водио три теретане у Стокхолму.

## Породица

### Родитељи
| име          | слика | датум рођења     |
| ------------ | ----- | ---------------- |
| Оле Вестлинг |       | 7. јануар 1945.  |
| Ева Вестринг |       | 29. август 1944. |

### Супружник
| име                                   | слика | датум рођења  |
| ------------------------------------- | ----- | ------------- |
| Викторија, престолонаследница Шведске |       | 14. јул 1977. |

### Деца
| име                                           | слика | датум рођења      |
| --------------------------------------------- | ----- | ----------------- |
| Принцеза Естела, војвоткиња од Вестерготланда |       | 23. фебруар 2012. |
| Принц Оскар, војвода од Сконеа                |       | 2. март 2016.     |